# Pseudeurostus dyris
Pseudeurostus dyris là một loài bọ cánh cứng trong họ Ptinidae. Loài này được Peyerimhoff miêu tả khoa học năm 1922.